# Jelohovo
Jelohovo (rus. Елохово) - povijesni naziv mjesta u sjeverozapadnom dijelu Moskve na granici s Njemačkom četvrti. Nalazilo se na području suvremenog Basmannskog rajona, u rajonu Jelohovskog trga, ulicâ Spartakovska i Stara Basmanna.